# Praska (mebel)

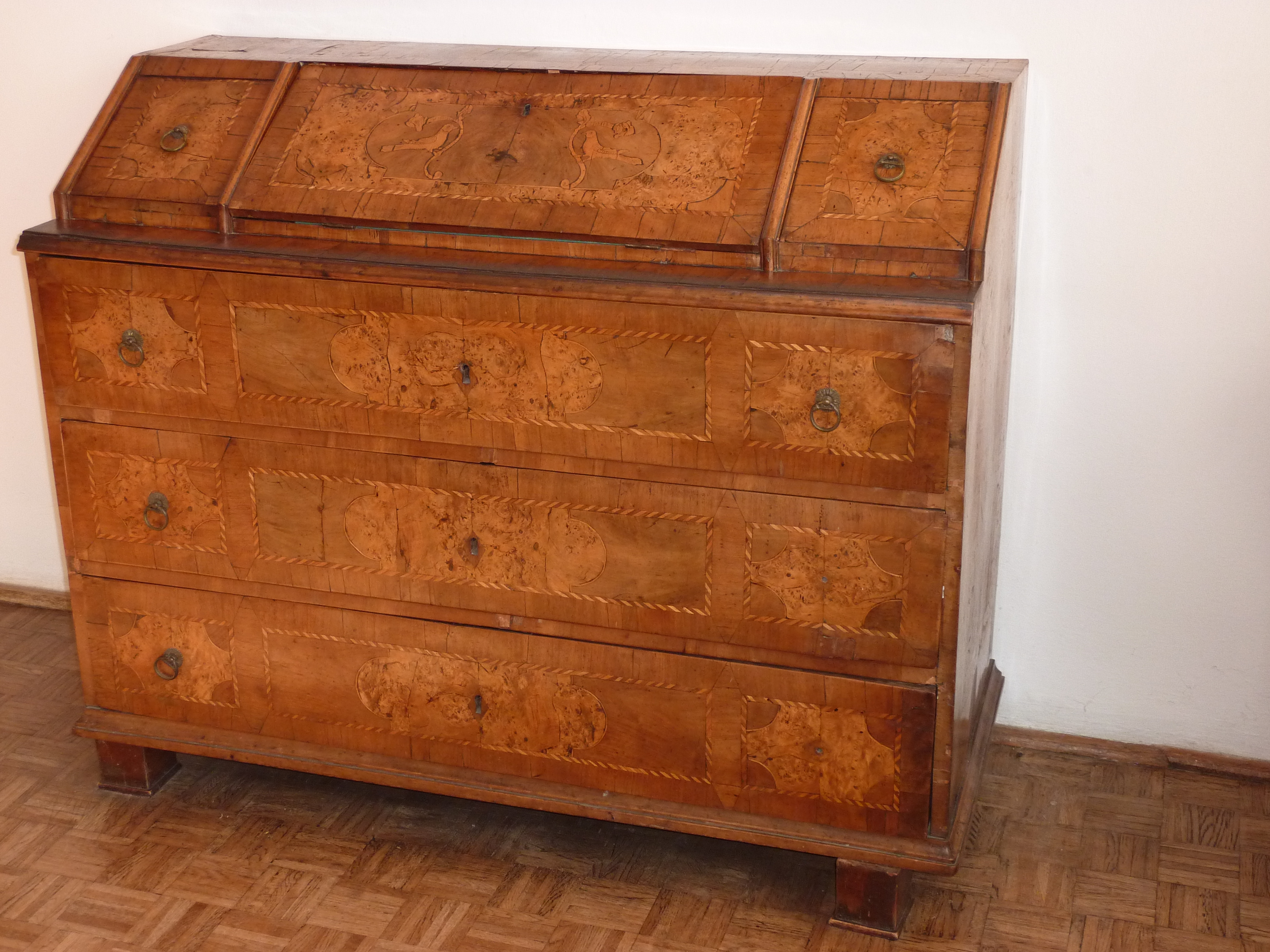
Praska-biuro wykonana w jednej z kolbuszowskich stolarni

Praska – komoda o dużych, niezbyt głębokich szufladach, przeznaczonych do przechowywania uprasowanej bielizny. Począwszy od drugiej poł. XVIII wieku, łączona nieraz z odchylanym pulpitem do pisania, służyła jako praska-biurko. Znane też były praski z nastawą w formie szafki. Solidnie wykonane modele prasek spotyka się wśród mebli kolbuszowskich. Od drugiej poł. XX wieku (w Polsce od lat 70.) z zestawienia wielofunkcyjnych prasek i regałów wykształciły się meblościanki, błędnie nazywane praskami albo praskami wielofunkcyjnymi.